# أحمد النعمي

أحمد النعمي

بن عبد الله النعمي (7 ديسمبر 1977 - 11 سبتمبر 2001) سعودي وأحد أربعة خاطفين لطائرة يونايتد ايرلاينز الرحلة رقم 93 كجزء من هجمات 11 سبتمبر ايلول.

## حياته ونشأته
ولد في السعودية، مؤذن وطالب جامعي ، في عام 2000 ذهب إلى أفغانستان والتحق بمعسكر تدريب لتنظيم القاعدة وفي مايو 2001 وصل إلى الولايات المتحدة الأمريكية بتأشيرة سياحية، حيث استقر في فلوريدا حتى الهجمات. وفي 11 سبتمبر 2001، استقل طائرة يونايتد ايرلاينز الرحلة رقم 93 وساعدت في خطف الطائرة التي تحطمت في حقل في شانكسفيل بولاية بنسلفانيا.